# Metoidioplastica
La metoidioplastica è un intervento chirurgico al quale persone transgender si sottopongono per sostituire l'organo genitale femminile. La terapia a base di testosterone, infatti, allarga gradualmente il clitoride di una dimensione media di 4-5 cm. L'intervento consiste nel "trasformare" il clitoride in un clitoride ipertrofico, in grado di avere le stesse funzioni vitali di un pene. Successivamente, se richiesto dal paziente, viene fatto un collegamento con l'uretra e si effettua una scrotoplastica, usando le grandi labbra per contenere due protesi testicolari per formare i testicoli.

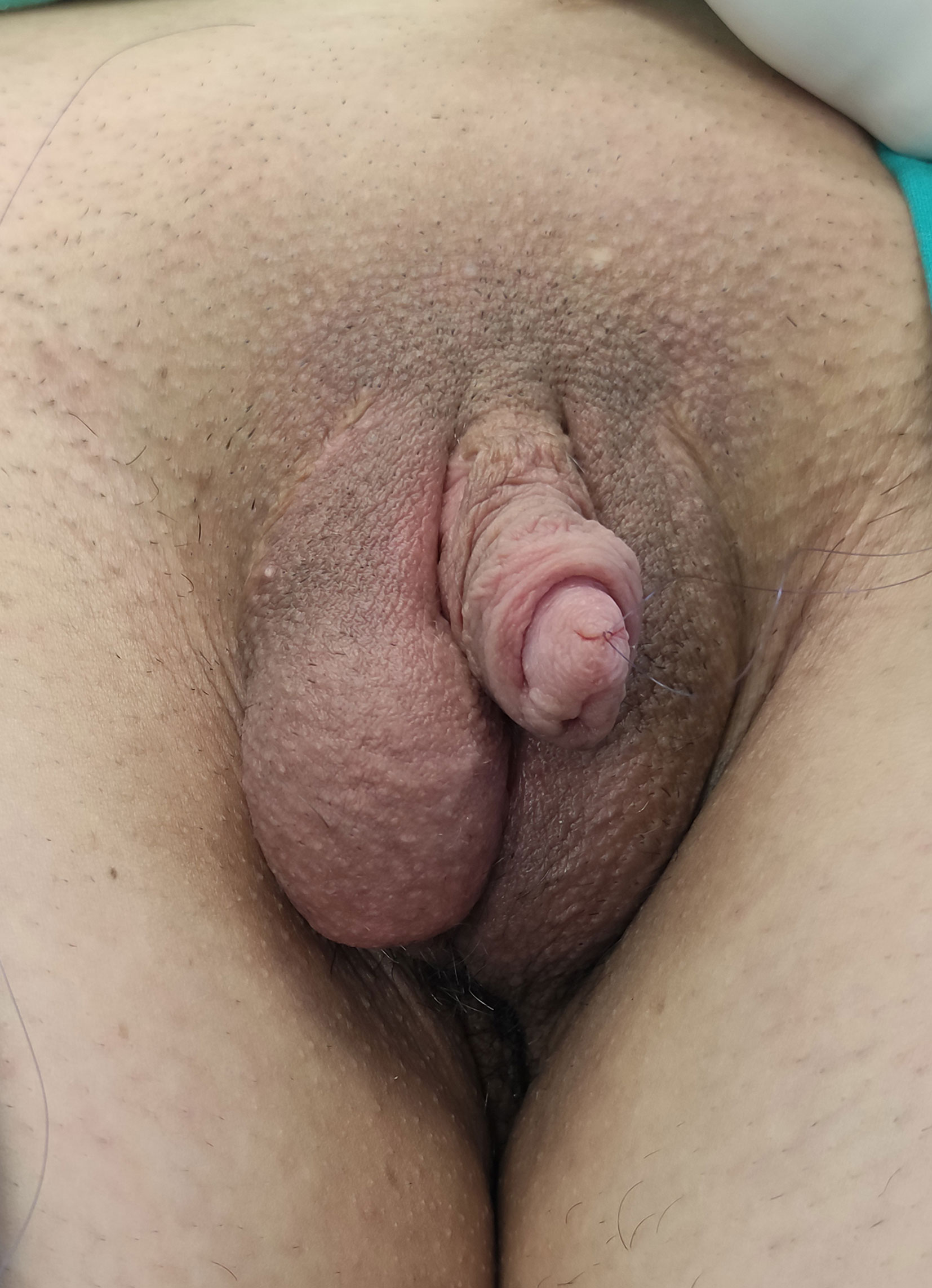
Esempio di metoidioplastica due anni post-operazione

## Confronto con falloplastica
La metoidioplastica è tecnicamente più semplice della falloplastica, ha un costo minore e si rischiano meno infezioni, necrosi dell'organo o complicanze ulteriori. Tuttavia, i pazienti che si sono sottoposti alla falloplastica sono in grado di effettuare una penetrazione sessuale in autonomia, senza aver bisogno di packer.
In un intervento di falloplastica, il chirurgo crea attorno al clitoride un fallo utilizzando muscoli, tessuti e nervi da una zona muscolare quale può essere un braccio o una coscia dello stesso paziente, portando numerose cicatrici permanenti o addirittura l'indebolimento dell'arto. Un intervento simile richiede circa 8-10 ore per il completamento e può essere seguito da un secondo intervento chirurgico per impiantare una protesi erettile, in grado di avere un'erezione più o meno realistica.
La metoidioplastica invece richiede in genere 2-3 ore, poiché le funzioni del tessuto erettile del clitoride hanno già la possibilità di ottenere un'erezione clitoridea, ovvero un classico orgasmo, nonostante non sia esattamente identica ad un'erezione maschile. Tuttavia si sono riscontrati rari casi in cui successivamente agli interventi non sia stato possibile ottenere un'erezione.

## Operazione
Dopo la preparazione del paziente, la pelle che circonda il clitoride viene allargata e inciso sul lato inferiore e le crura laterali, che sospendono il tessuto in atto, vengono tagliate, liberando il tessuto del clitoride dal pube.
Se l'uretra ha bisogno di essere estesa, il processo inizia utilizzando i tessuti della mucosa sia dalla zona vaginale o da dentro la bocca. Un'opzione sperimentale è un innesto dall'intestino, ma non si hanno risultati certi. Le piccole labbra poi, possono essere utilizzate per proteggere l'innesto, oltre a fornire una maggiore circonferenza. Un catetere viene inserito nel prolungamento per facilitare la guarigione per due o tre settimane.
Il nuovo fallo viene quindi fornito con la pelle dal taglio delle piccole labbra e viene avvolto attorno al tessuto e fissati con punti di sutura. La scrotoplastica di solito è fatta nello stesso momento dell'intervento principale.

## Tecniche alternative
Se una metoidioplastica viene eseguita senza estendere l'uretra oppure senza aver fatto una scrotoplastica, questo è talvolta chiamato un rilascio clitorideo. Questo è meno costoso di un intervento completo, ma non consente la minzione in piedi. Tuttavia questo offre anche una chirurgia con meno rischi perché il sistema urinario rimane inalterato senza estensione uretrale e quindi senza rischiare di danneggiare i tessuti interni.

## Complicazioni
In uno studio condotto su uomini trans post-operatori, il 28% dei pazienti che hanno voluto procedere con l'estensione dell'uretra, aveva un gonfiore temporaneo con conseguenti spruzzi di urina; in alcuni casi è stato necessario un intervento medico. È stata riscontrata una piccola probabilità di stenosi uretrale e meno del 10% aveva istanza di una fistola, le quali richiedono una revisione minore. La misura media del nuovo organo genitale era di 5,7 cm (con un intervallo di 4–10 cm). Tutti i pazienti hanno riferito la capacità di raggiungere l'erezione e la sensazione normale. Nei pazienti che si sono sottoposti alla scrotoplastica, sono state rilevate complicazioni legate alla protesi testicolare.